# Publi Deci (tribú de la plebs)
Publi Deci (en llatí Publius Decius), segons Ciceró i Aureli Víctor o, Quint Deci (Quintus Decius) segons Titus Livi va ser un magistrat romà del segle ii aC.
Va ser elegit tribú de la plebs l'any 120 aC. Va acusar Luci Opimi (cònsol el 121 aC) d'haver causat la mort de Gai Grac i d'haver empresonat diversos ciutadans sense veredicte judicial. Els enemics de Deci deien que havia presentat aquestes acusacions mercès a un suborn. L'any 115 aC va ser pretor urbà i va ofendre el cònsol Marc Emili Escaure en quedar-se al seu seient quan aquest va passar. Escaure va tornar a passar, però Deci va refusar aixecar-se i Escaure llavors va trencar-li la cadira a trossos i va ordenar que ningú obtingués justícia de mans d'aquell pretor. Probablement l'enemistat entre els dos ja venia de què Escaure havia instigat el cònsol Opimi a agafar les armes contra Gai Grac, al partit del qual pertanyia Deci. Ciceró parla de Deci com un orador turbulent en els seus discursos. Ciceró també va conservar un fragment d'un poema de Lucili que fa referència a un Deci, que probablement és aquest.